# Ramon Rogent
Ramon Rogent i Perés (* 21. Februar 1920 in Barcelona, Spanien; † 30. Oktober 1958 in Plan-d’Orgon, Frankreich) war ein katalanischer Maler, Illustrator und Bildhauer.

## Leben
Ramon Rogent entstammte der katalanischen Künstler- und Intellektuellenfamilie Rogent in Barcelona. Sein Uronkel war der Architekt Elies Rogent i Amat (1821–1897), sein Vater war der Ramon-Llull-Spezialist Elies Rogent i Massó (1893–1924). Während des Spanischen Bürgerkrieges studierte er Architektur an der Escola Llotja in Barcelona, jedoch ohne Abschluss. Durch den katalanischen Maler Rafael Llimona i Benet (1896–1957) wurde er zur Malerei ermutigt. 1938 bis 1939 hielt er sich in Frankreich auf. Eine erste Ausstellung hatte er in Madrid 1941. In 1942 folgte eine Ausstellung in Barcelona und erneut, zusammen mit Albert Fabra und Picassos Neffen, den Brüdern José Vilató (alias Fin) und Javier Vilató, eine bedeutende Ausstellung 1943. Er neigte anfangs zum Kubismus und war ein Anhänger von Henri Matisse und des Fauvismus. Rogent wurde bekannt mit seinen Landschaftsgemälden und Skulpturen.
1945 gründete er den Künstlerkreis Le Cercle Maillol, eine der ersten avantgardistischen Nachkriegskünstlergruppen in Katalonien, und 1949/50 die Künstlergruppe Lais, mit der er das erste Schwarze Manifest veröffentlichte. 1945 und 1947 wurde er nach Portugal eingeladen, wo er im Museu de Lisboa ausstellte, es folgten Ausstellungen im Salon d’Art Libre 1948 in Paris, in London, Pittsburgh und auf der Triennale in Mailand.
Rogent galt als einflussreicher Kunsterzieher. Er starb bei einem Autounfall nach der Rückkehr von einem Besuch bei Pablo Picasso.
1984 veranstaltete das Centre Cultural del Palau de la Virreina in Barcelona eine Retrospektive. 1996 erfolgte eine Ausstellung in der Galerie Sala d’Art Artur Ramon in Barcelona.